# 6580 Philbland
6580 Philbland è un asteroide della fascia principale. Scoperto nel 1981, presenta un'orbita caratterizzata da un semiasse maggiore pari a 2,6273157 UA e da un'eccentricità di 0,1236841, inclinata di 1,09032° rispetto all'eclittica.